# Peter Breck
Pour les articles homonymes, voir Breck.
Peter Breck est un acteur américain, né le 13 mars 1929 à Rochester (New York) et mort le 6 février 2012 à Vancouver.

## Filmographie
- 1958 : Thunder Road de Robert Mitchum : Stacey Gouge
- 1958 : Je veux vivre ! (I Want to Live!) de Robert Wise : Ben Miranda
- 1959 Sea Hunt (saison 2   épisode 25) : Chasse au trésor
- 1959 : Le Bagarreur solitaire (The Wild and the Innocent) de Jack Sher : Chip
- 1960 : The Beatniks de Paul Frees : Bob 'Moon' Mooney
- 1961 : Portrait of a Mobster de Joseph Pevney : Frank Brennan
- 1962 : The Commies Are Coming, the Commies Are Coming (en) de George Waggner : Russian Officer
- 1962 : Lad, A Dog de Leslie H. Martinson et Aram Avakian : Stephen Tremayne
- 1963 : Hootenanny Hoot (en) de Gene Nelson : Ted Gover
- 1963 : The Crawling Hand (en) d'Herbert L. Strock : Steve Curan
- 1963 : Shock Corridor de Samuel Fuller : Johnny Barrett
- 1964 : Bonanza (TV) saison 05 épisode 19 (10.000 dollars/ The cheating game) : Ward Bannister
- 1965 : The Glory Guys d'Arnold Laven : Lt. Bunny Hodges
- 1965-1969 : La Grande Vallée (The Big Valley) (Série TV) : Nick Barkley
- 1970 : Le Virginien (TV) saison 9 épisode 13 (Hannah) : Lafe Harkness
- 1973 : A Man for Hanging (TV) : Avery Porter
- 1974 : Benji de Joe Camp : Dr Chapman
- 1977 : L'homme qui valait 3 milliards (The Six Million Dollar Man) (série TV) saison 4, épisode Mission souterraine (To Catch the Eagle) : Ciel d'Orage
- 1978 : Black Beauty (feuilleton TV) : Dr Halverson
- 1979 : The incredible hulk (feuilleton TV) : Hull
- 1979 : The Secret Empire (en) (série TV) : Jesse Keller (1979)
- 1981 : Shérif, fais moi peur (The Dukes of Hazzard, série TV) : J. J. Sunday (Saison 3, épisode 22 : Les chauffeurs de Taxi)
- 1982 : L'Épée sauvage (The Sword and the Sorcerer) d'Albert Pyun : King Leonidas
- 1982 : Hôpital central (General Hospital) (série TV) : The Magus / Masters
- 1990 : Terminal City Ricochet (en) de Zale Dalen : Ross Glimore
- 1991 : Highway 61 (en) de Bruce McDonald : M. Watson
- 1991 : I Still Dream of Jeannie (en) (TV) : Sham-Ir
- 1991 : Yes Virginia, There Is a Santa Claus (TV) : Chambers
- 1993 : Créature des ténèbres (en) (The Unnamable II: The Statement of Randolph Carter) de Jean-Paul Ouellette (en) : Sheriff Hatch
- 1993 : Sworn to Vengeance (TV) : Chief Kelly
- 1995 : Decoy (en) de Vittorio Rambaldi : Wellington
- 1996 : Lulu (en) de Srinivas Krishna
- 1999 : Enemy Action de Brian Katkin : Gen. Turner
- 2004 : Jiminy Glick in Lalawood de Vadim Jean : Tibor